# Isaac Tondo
Isaac Tondo (sinh ngày 2 tháng 5 năm 1981 ở Monrovia) là một tiền đạo bóng đá người Liberia. Hiện tại anh thi đấu cho LPRC Oilers.
Tondo cũng là thành viên của Đội tuyển bóng đá quốc gia Liberia.